# Nishi-Takashimadaira (metropolitana di Tokyo)
Nishi-Takashimadaira (西高島平駅?, Nishi-Takashimadaira-eki) una stazione della metropolitana di Tokyo che si trova a Itabashi. La stazione è il capolinea nord della linea Mita della Toei Metro.

## Struttura
La stazione è dotata di due banchine laterali con due binari su viadotto. Essendo il capolinea finale della linea Mita, tutti i treni da qui ripartono per il percorso inverso.
| 1-2 | Linea Mita | per Sugamo, Hibiya, Shirokane-Takanawa, Meguro e linea Tōkyū Tōyoko |

## Stazioni adiacenti
| «          | Servizio   | »                   |
| Linea Mita | Linea Mita | Linea Mita          |
| ---------- | ---------- | ------------------- |
| Capolinea  | -          | Shin-Takashimadaira |